# Juan Pablo Tresierra
Juan Pablo Tresierra (Perú, 1870 - Cusco, 7 de julio de 1914) fue un hacendado, abogado, periodista y político peruano. Fue dueño y director del diario "El País" del Cusco. Previamente, en 1889 había fundado el periódico "El Cuzco" que fue un órgano anticlerical y excomulgado.
Fue elegido tanto diputado por la provincia de Abancay como diputado suplente por la provincia de Cusco en 1895, luego de la Guerra civil de 1894 y reelegido en Abancay en 1901 durante la República Aristocrática. En el año 1900 ocupó el cargo de Alcalde del Cusco y durante el gobierno de Guillermo Billinghurst fue auditor de guerra. En el año 1910 participó en la montonera armada organizada por David Samanez Ocampo contra el primer gobierno de Augusto B. Leguía que tomó la ciudad de Abancay.
El 7 de julio de 1914, Juan Pablo Tresierra se batió en duelo con Demetrio Corazao Montalvo (abuelo del presidente Valentín Paniagua Corazao) en la Cuesta de Santa Ana. El motivo fue una publicación en el diario "El Tiempo", de propiedad de la familia Corazao, que ponía en tela de juicio la honorabilidad de Tresierra quien retó al patriarca de los Corazao a duelo. Por su avanzada edad, quien tomó el reto fue su hijo Demetrio quien, en el incidente, mató a Tresierra